# Гепард
Гепа́рд (устар. «охотничий леопард»; др.-русск. пардус лат. Acinonyx jubatus) — хищное млекопитающее семейства кошачьих, обитает в большинстве стран Африки, а также на Ближнем Востоке. Это единственный современный представитель рода Acinonyx. Быстрейшее из всех наземных млекопитающих: за 3 секунды может развивать скорость до 110 км/ч. Согласно другим данным, максимальная скорость гепардов достигает 93 км/ч.
20 июня 2012 года одиннадцатилетняя самка гепарда по кличке Сара установила новый мировой рекорд в забеге на сто метров среди животных в США, пробежав данную дистанцию за 5,95 секунды. Забег проходил в зоопарке американского города Цинциннати.

## Внешний вид

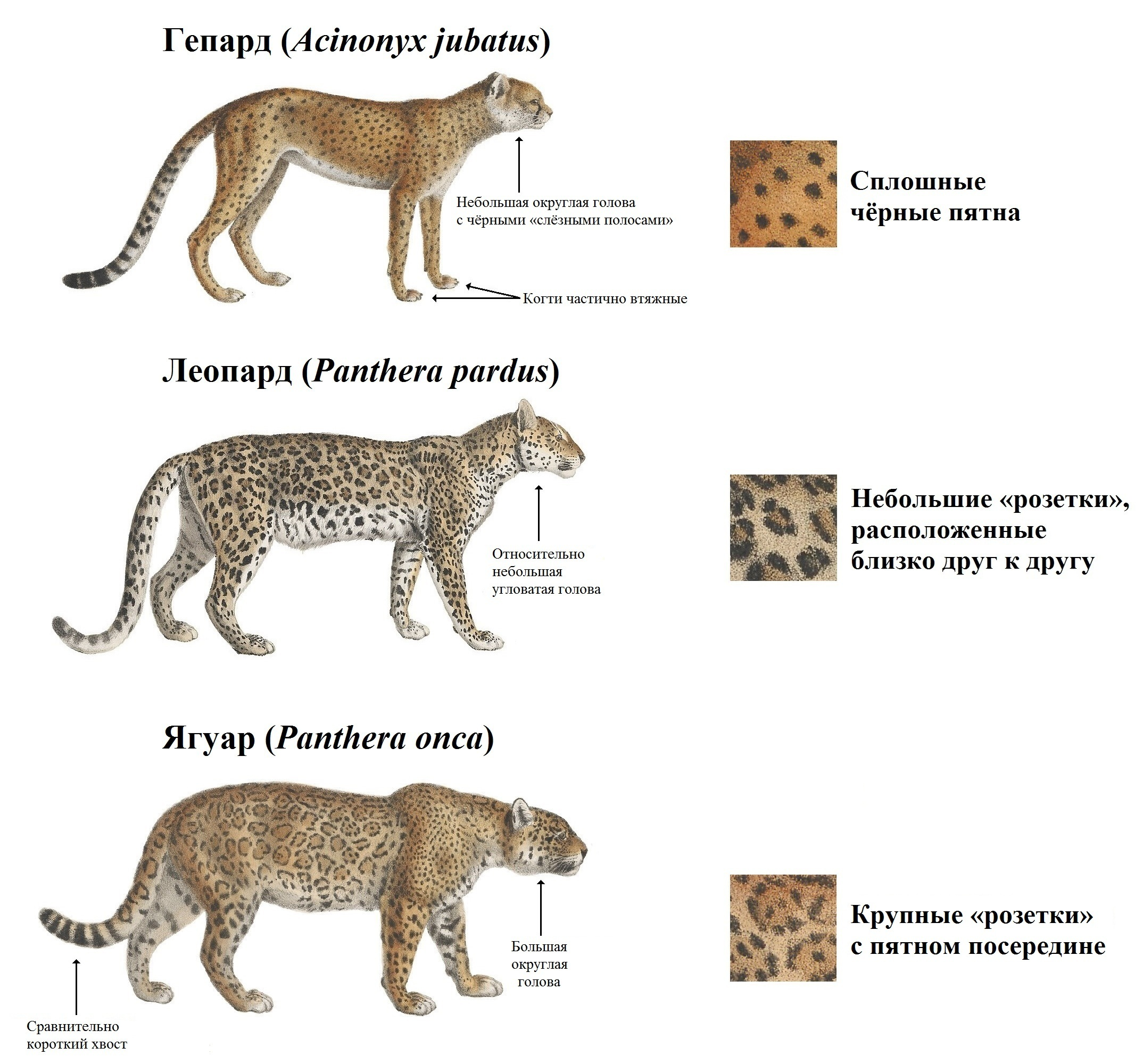
Основные анатомические различия между гепардом, леопардом и ягуаром

Заметно отличается от других кошачьих. Тело стройное, с развитой мускулатурой и практически без жировых отложений, кажется даже хрупким. У гепарда небольшая голова, высоко расположенные глаза и маленькие закруглённые уши — то есть аэродинамическое построение тела, что служит для лучшей обтекаемости во время скоростного бега. Также гепард имеет грудную клетку и лёгкие большого объёма, что также содействует интенсивному дыханию во время скоростного бега. Окраска песочно-жёлтая, с разбросанными по всему телу мелкими чёрными пятнами, по бокам морды — тонкие чёрные полосы. Масса взрослого гепарда — от 40 до 65 килограмм, длина тела — от 115 до 140 сантиметров, довольно массивный хвост имеет длину до 80 сантиметров. Высота в холке в среднем от 75 до 90 сантиметров. Во время бега на максимальной скорости его температура тела становится равной 40—42 градусам.
Когти частично втяжные, что не характерно для большинства кошачьих и кроме гепарда наблюдается лишь у кота-рыболова, суматранской и ириомотейской кошек. У большинства кошачьих когти могут втягиваться полностью.

## Размножение
Беременность у гепардов длится 85—95 суток, — на свет рождаются от двух до шести котят. Детёныши гепардов как и любых кошек маленькие и беззащитные — это лёгкая добыча для любых хищников, в том числе орлов. Малыши гепарда при рождении весят от 150 до 300 грамм. Грива на загривке и кисточка на хвосте детёнышей, помогающие самке находить котят в кустах, исчезают к трём месяцам.
Средняя продолжительность жизни гепардов в дикой природе 3—4 года, что связано с высокой смертностью молодняка. В зоопарках, благодаря уходу, гепарды доживают до 20 лет, максимальный известный возраст — 27 лет. Подросшие детёныши гепардов остаются вместе с матерью до возраста в 17—20 месяцев, затем еще около полугода братья и сёстры из одного помёта держатся одной группой, что помогает им выживать первое время. Сёстры первыми покидают группу, тогда как самцы еще какое-то время вместе охотятся. Гепарды не имеют своей постоянной территории, которую они активно бы охраняли, так как они постоянно перемещаются вслед за мигрирующими копытными.
Трудности размножения гепардов в неволе связывают с их социальной организацией и условиями содержания.

Самки ведут одиночный образ жизни (за исключением времени, которое они проводят с детёнышами), а самцы живут либо поодиночке, либо в коалициях (Schaller, 1972). Для создания эффективно размножающейся в неволе популяции (Олни, 2005) рекомендовалось содержать гепардов в соответствии с их естественной социальной организацией, однако до сих пор размножение гепарда в неволе происходит нерегулярно, что многие исследователи связывают с неудовлетворительными для этих животных условиями содержания, в том числе и с их поведением (Саго, 1994; Munson et al., 2005). Увеличению возможности размножения гепардов в неволе может способствовать, с одной стороны, моделирование (воспроизводство) в неволе важнейших свойств естественной среды обитания вида на основе изучения его биологии в природе, и, с другой стороны, формирование стиля обслуживания, предусматривающего более внимательное отношение обслуживающего персонала к нуждам гепардов (Mellen, 1991), как это было показано на некоторых видах мелких кошек.— 

## Питание

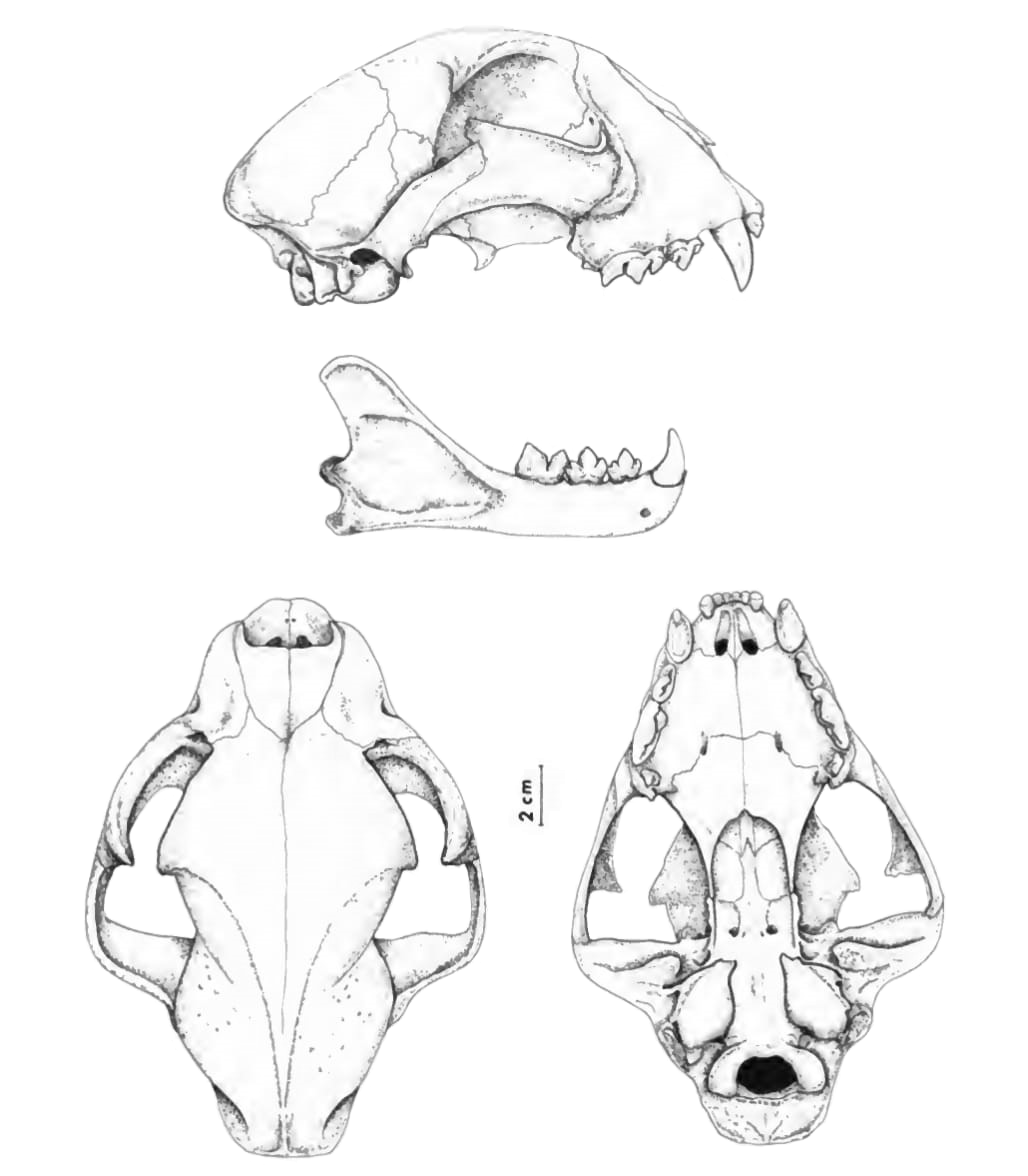
Череп гепарда

Гепарды — дневные хищники. Они охотятся преимущественно на средних копытных: газелей, импал, телят гну, — а также на зайцев. Гепард может одолеть страуса. 87 % добычи гепарда — газель Томсона. В Азии основную добычу гепарда составлял джейран. Гепарды охотятся утром или вечером, когда не слишком жарко, но благодаря «слёзным полосам», которые поглощают солнечный свет, они могут с таким же успехом охотиться и днём, пока другие хищники сидят в укрытиях. Ориентируются больше по зрению, чем по запаху.

### Принцип охоты
В отличие от других кошачьих, гепарды охотятся, преследуя добычу, а не нападая из засады. Сначала они приближаются к выбранной жертве на расстояние около 100 (или меньше) метров, не забывая про скрытность, а затем пытаются поймать её в коротком скоростном забеге. В погоне за жертвой развивают скорость до 120 км/ч, разгоняясь до 90 км/ч за 3 секунды. Бежит гепард прыжками длиной в 6—8 метров, затрачивая на каждый прыжок менее 0,5 секунды. Такие прыжки ему позволяет гибкий позвоночник, способный сжиматься и растягиваться. На это также влияет то, что 60 % мышц сосредоточено около позвоночника. Во время спринтерского забега частота дыхания у гепарда возрастает до 150 раз в минуту. Гепард также способен быстро менять направление бега. Во время бега когти у гепарда действуют как шипы на бутсах. В глазах зона чёткой видимости проходит сплошной горизонтальной полосой, чтобы не упускать из вида добычу, когда та резко сворачивает в сторону (резкие скоростные повороты — довольно действенный и часто используемый копытными способ оторваться от преследования хищником). Добычу гепард обычно сбивает с ног ударом передней лапы, используя острый рудиментарный коготь, а затем душит. Кинетическая энергия, которую несёт в себе тело скачущего с очень большой скоростью гепарда, помогает сбивать с ног более крупное и тяжёлое животное, чем он сам. Стремительный бег гепарда длится максимум 30 секунд на дистанции не более 400 метров. Подобный рывок требует от мышц такого расхода кислорода, который не могут восполнить интенсивно работающие сердце и даже объёмистые лёгкие гепарда. И если жертву не удаётся настичь на первых сотнях метров, гепард просто прекращает преследование. Несмотря на высокую скорость, только в половине случаев преследуемый гепардом зверь становится его добычей. В Африке гепард — самый слабый из крупных хищников. Гиены, леопарды и львы нередко отбирают добычу у гепардов, часто пользуясь его неспособностью к дракам и длительным отдыхом после пробежки (до получаса). Гепард ест только тех животных, которых убил сам, иногда затаскивает добычу в кусты, чтобы спрятать её от других хищников, и доедает позже, но чаще охотится каждый раз заново.

Гепард не прячет добычу про запас, в отличие, например от леопарда, и в природе не известны случаи, чтобы он к ней возвращался. Да и едва ли у гепарда есть хоть малейший шанс сделать это — остатки его короткой трапезы неизменно привлекают массу желающих поживиться чужой добычей.— 

## Распространение
Основная часть популяции гепардов приходится на страны Африки: Алжир, Ангола, Бенин, Ботсвана, Буркина-Фасо, Демократическая Республика Конго, Замбия, Зимбабве, Кения, Мозамбик, Намибия, Нигер, Сомали, Судан, Танзания, Того, Уганда, Чад, ЦАР, Эфиопия и ЮАР. В Азии гепардов осталось не очень много: очаги обитания сохранились, вероятно, только в центральной части Ирана.
По всей видимости, вид полностью исчез в таких странах, как: Афганистан, Джибути, Египет, Западная Сахара, Камерун, Ливия, Малави, Мали, Мавритания, Марокко, Нигерия, Пакистан, Сенегал. Однако в этом нет полной уверенности.
Раньше гепарды обитали на территории сегодняшних Бурунди, Гамбии, Ганы, Гвинеи, Гвинеи-Бисау, Индии, Израиля, Йемена, Ирака, Иордании, Казахстана, Катара, Кот-д'Ивуара, Кувейта, ОАЭ, Омана, Руанды, Саудовской Аравии, Сирии, Сьерра-Леоне, Таджикистана, Туниса, Туркменистана, Узбекистана и Эритреи, но к настоящему времени их популяции в этих странах полностью уничтожены или исчезли из-за сокращения или исчезновения  среды обитания. Малоуспешные попытки реинтродукции производились и производятся в Израиле, в Индии, а также (по неподтверждённым сведениям) в Гане. В 2022 году была предпринята попытка реинтродуцировать гепардов на территории Индии. В дикую природу было выпущено 8 взрослых гепардов, после было зафиксировано рождение 17 детёнышей. Однако позднее было обнаружено, что большая часть из них погибла. Реинтродуцированы в Эсватини.
По состоянию на 2015 год, по оценкам, сохранилось около 6,7 тысяч особей, из них в регионе Восточной Африке — 1960, в Южной Африке — 4190 и всего 440 — в Западной, Северной и Центральной Африке (оценки по регионам даны по данным 2007 года). Таким образом, наибольшее число гепардов обитает на юге континента. Больше всего гепардов обитало на территории Ботсваны — 1800 (данные 2007 года). 

## Эволюция
Гепарды, по-видимому, едва не вымерли во время последнего ледникового периода, пройдя через «бутылочное горлышко». Существующие сейчас гепарды — близкие родственники, поэтому у них наблюдаются признаки генетического вырождения, вызванного кровосмешением. Например, у гепардов очень высокий уровень детской смертности: более половины детёнышей не доживают до года.
Ранее гепардов из-за особого строения их тела выделяли в самостоятельное подсемейство гепардовых (Acinonychinae Pocock, 1917), однако молекулярно-генетические исследования выявили их близкое родство с родом пум, из-за чего гепардов стали относить к подсемейству малых кошек (Felinae).

## Подвиды

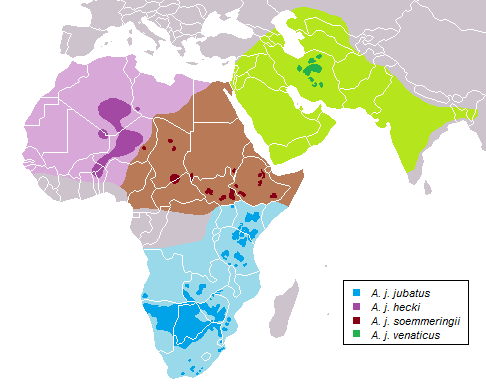
Ареал распространения разных подвидов гепарда

Согласно исследованиям Krausman and Morales (2005) в настоящее время существует пять чётко различаемых подвидов гепардов, четыре в Африке и один в Азии:

### Африканские подвиды
1. Acinonyx jubatus hecki (Hilzheimer, 1913): Северо-Западная Африка и Сахара;
2. Acinonyx jubatus fearsoni (Smith, 1834): Восточная Африка;
3. Acinonyx jubatus jubatus (Schreber, 1775): Южная Африка;
4. Acinonyx jubatus soemmerringi (Fitzinger, 1855): Северо-Восточная Африка.

Признаваемый ранее некоторыми зоологами за отдельный подвид Acinonyx jubatus raineyii (Heller, 1913) Восточная Африка и подвид Acinonyx jubatus jubatus были сравнены методом генетического анализа (O’Brien et al. 1987) и признаны генетически идентичными, несмотря на то, что имеются отдельные внешние различия. Также больше не учитывается за отдельный подвид Acinonyx jubatus velox (Heller, 1913).

### Азиатский подвид
- Acinonyx jubatus venaticus (Griffith, 1821): Иран.

Азиатский гепард (Acinonyx jubatus venaticus) ранее водился по всему юго-западу континента, но из-за деятельности человека к 1960—1980 годам исчез на большей части ареала. Небольшая популяция зверей (не более 60 особей) сохранилась в малолюдных полупустынных районах Ирана — в провинциях Маркази, Фарс и Хорасан. По некоторым оценкам, их всего около десятка. Ещё 23 особи насчитывается в зоопарках мира. Согласно исследованиям Nowell and Jackson (1996), сохранился только в Иране, где обитает на охраняемых территориях.
Азиатский подвид гепарда, ранее считавшийся отдельным видом, отличается от африканского незначительно: у него короче лапы, мощнее шея и более толстая шкура. Главные причины уменьшения данной популяции — сокращение численности диких копытных, преследование со стороны человека и пастушьих собак. Из-за своего способа охоты они предпочитают открытые пространства: саванны, полупустыни и т. п.
Национальный любимец иранцев — гепард, проживающий в полуневоле в районе Мияндашт, что в Северном Хорасане.

### Закаспийский гепард
Закаспийский гепард (Acinonyx jubatus raddei) обитал в Средней Азии, в Устюрте, Казахстан. Окраска основного фона очень светлая, пятна чисто чёрные, пятнистый узор доходит до лап. За последние 25—30 лет этот подвид учёные не встречали и он, предположительно, вымер.

## Цветовые мутации

### Королевский гепард

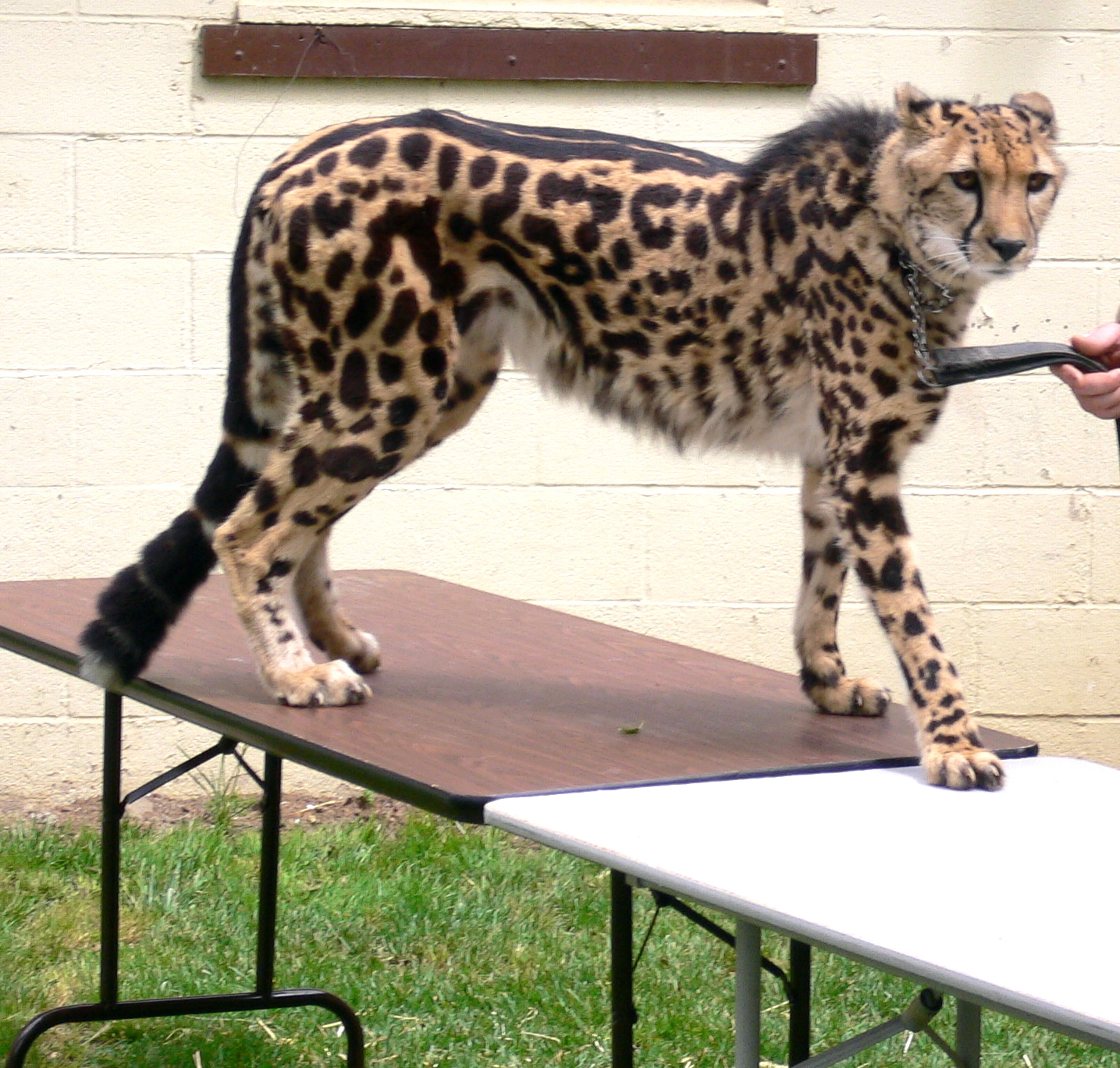
Королевский гепард

Королевский гепард — редкая мутация, отличающаяся от обычного гепарда окраской. Шерсть покрыта чёрными полосами вдоль спины и крупными сливающимися пятнами по бокам.
Впервые был обнаружен в 1926 году. Сначала считалось, что это гибрид гепарда и сервала, однако генетические тесты опровергли эту теорию. И хотя отличия были только в окраске, королевский гепард первоначально был отнесён к отдельному виду (Acinonyx rex).
Споры о его классификации продолжались до тех пор, пока в 1981 году в южноафриканском Центре гепардов «Де Вильдт» от гепардов обычной окраски не родился детёныш с подобной окраской. Королевские гепарды могут скрещиваться с обычными, в результате чего получается полноценное потомство. За такую окраску отвечает рецессивный ген, который должен быть унаследован от обоих родителей, поэтому данная форма окраски настолько редка.

### Остальные
Существуют и другие отклонения в раскраске, присущие гепардам. Были замечены чёрные гепарды (такая мутация называется меланизмом) и гепарды-альбиносы. Шкура чёрных гепардов — полностью чёрная с неяркими пятнами. В своей работе «Природа Восточной Африки» Г. Ф. Стоунхем сообщал о встрече с чёрным гепардом в 1925 году в Кении, район Транс-Нзойя. Визи Фицджералд наблюдал чёрного гепарда среди обычных гепардов. Существуют красные гепарды — гепарды с золотистым окрасом и тёмно-рыжими пятнами, светло-жёлтые и желтовато-коричневые гепарды с неяркими красноватыми пятнами. В некоторых пустынных районах цвет шкуры гепардов отличается необычной тусклостью; возможно, такая окраска сделала своих носителей более приспособленными и поэтому закрепилась.

## Гепард и человек

### Охота с гепардами
В X—XII веках князья восточных государств использовали гепардов во время охоты на сайгаков. Таких охотничьих гепардов называли пардусами и очень ценили. Для ухода за ними при княжеских дворах существовали пардусники (гепардни). На охоту одних гепардов вели на поводках, других сажали на коней позади всадников. Чтобы звери раньше времени не сорвались в погоню за дичью, на головах у гепардов были колпаки, закрывающие глаза животных. Окружив стадо антилоп или оленей и приблизившись к ним на приемлемую дистанцию, охотники снимали с гепардов колпаки, освобождали от поводков, и звери набрасывались на добычу. Гепарды были обучены держать пойманную добычу до подхода охотников. После этого гепарды получали вознаграждение — внутренности добытой антилопы. Царским подарком считался гепард, обученный охоте. Дороговизна охотничьего гепарда объясняется тем, что они практически не размножаются в неволе, поэтому молодых представителей этого рода требовалось отлавливать для обучения.
Легендарный индийский правитель XVI века Акбар был страстным любителем охоты с гепардами: число одновременно живших при его дворе «борзых кошек» доходило до тысячи, а всего через его руки прошло около 9000 зверей. И за всё это время лишь один раз пара царских гепардов принесла потомство — хотя все питомцы падишаха Акбара отлично себя чувствовали, прекрасно ладили с людьми и не были стеснены ни в чём. Постоянный отлов вольных гепардов для нужд вельможных охотников много веков был одной из причин сокращения численности зверя.

### В литературе
Эти животные упоминаются в «Слове о полку Игореве»: «На реце на Каяле тьма свет покрыла: по Руской земли прострошася половци, аки пардуже гнездо» («На реке на Каяле тьма свет покрыла — по Русской земле простёрлись половцы, точно выводок гепардов»).